# 二代妖精之今生有幸
二代妖精之今生有幸是一部奇幻喜劇片，講述隐藏在现代城市的妖精二代與人類共同生活所發生的各種光怪陸離的故事。該片於2017年12月29日在中國大陸上映。

## 演員
| 演員   | 角色   | 简介                                           |
| 馮紹峰 | 袁帥   | 人類，动物园饲养员，欠下了巨债                 |
| 劉亦菲 | 白纖楚 | 北极银狐妖，与洪思聰为发小，小时候曾被袁帥救过 |
| 李光潔 | 雲中鶴 | 禿鷲妖，妖怪管理局局长，极力维护妖界血统纯正   |
| 郭京飛 | 洪思聰 | 貓妖，妖怪管理局魔都支队队长                   |
| 焦俊艳 | 贾冰冰 | 兔妖，白纖楚闺蜜，在人间为明星演员             |
| 张子贤 | 眼镜   | 人類，追债者                                   |

## 音乐
| 曲序 | 曲目             |                      | 作曲       | 演唱   |
| ---- | ---------------- | -------------------- | ---------- | ------ |
| 1.   | 夜来妖（主题曲） | 黎锦光、肖洋、陈冠希 | 黎锦光     | 陈冠希 |
| 2.   | 粉丝（片尾曲）   | 肖洋                 | 刘聪、鄭楠 | 刘若英 |
| 3.   | 狐狸（推广曲）   | 薛之谦               | 周以力     | 薛之谦 |

## 制作
- 本片于2016年8月开机拍摄，同年11月16日杀青。[6]
- 2017年5月21日，本片在戛纳电影节展会上发布了概念海报，片名暂定为《一代妖精》。[7]
- 2017年7月，本片片名由《一代妖精》更改为《二代妖精》，并定档于同年12月29日元旦档。[8]

## 上映和票房
- 2017年12月24日，本片在北京举行“无妖不欢”首映礼。[9][10]
- 2017年12月29日，本片在中国大陆上映。[1][11][12][13]
- 2018年1月2日，在本片上映4天后，票房破2亿元人民币。[13][14]
- 本片的最终票房为2.92亿元人民币。[15]

## 外部連結
- 《二代妖精之今生有幸》的新浪微博
- 豆瓣电影上《二代妖精之今生有幸》的資料 （简体中文）
- 时光网上《二代妖精之今生有幸》的資料（简体中文）
- YouTube上的《二代妖精之今生有幸》「千年整一回」預告